# Josep Maria Triginer

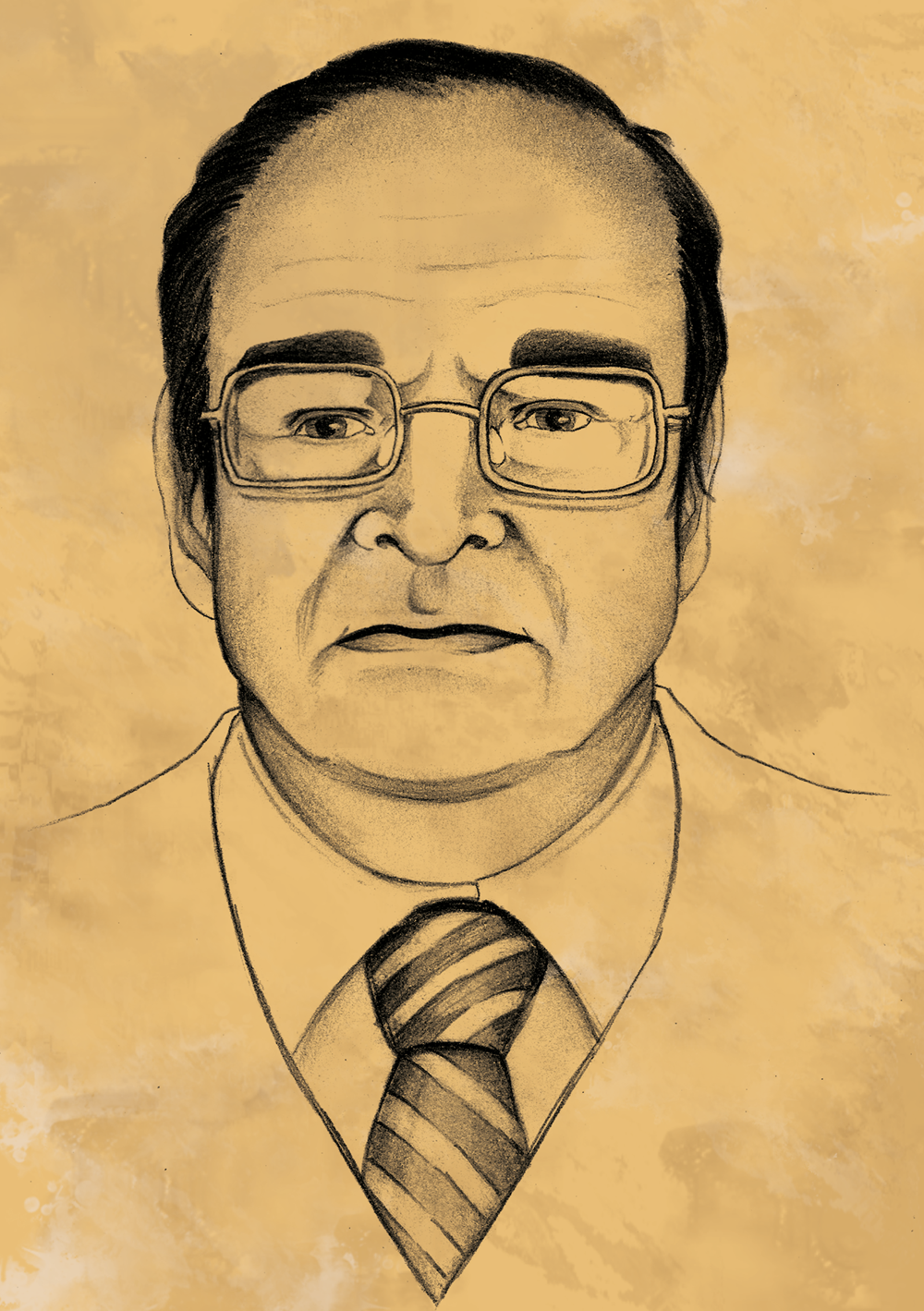
Retrato de Josep Maria Triginer

Josep Maria Triginer Fernández (Agramunt, 11 de junio de 1943) es un expolítico socialista español.

## Biografía
Estudió peritaje industrial en Tarrasa (1961-1966), e ingresó en las Juventudes Socialistas en 1962. Con el final del franquismo impulsó la reconstrucción de la Federación Catalana del PSOE de la que fue primer secretario. Paralelamente a su actividad política, trabajó en las empresas Bernaldo Blanch, E. A., de Badalona (1967-1973); Innocenti Blanch, S.A., de Barcelona (1973-1975) y Expansión Comercial Industrial, S.A, de Barcelona (1975-1977). Triginer tuvo un papel destacado en las negociaciones que desembocaron en la formación de una candidatura socialista unitaria a las elecciones del 15 de junio de 1977: Socialistes de Catalunya, coalición entre el PSC-C y el PSOE. Al producirse la unión definitiva de todas las ramas socialistas catalanas para fundar el Partido de los Socialistas de Cataluña (PSC), Triginer se convirtió en uno de sus miembros. También fue representante del PSC en la firma de los Pactos de la Moncloa.
Fue consejero sin cartera de la Generalidad Provisional entre 1977 y 1980, además de diputado por la provincia de Barcelona en las elecciones generales de 1977 (número dos en la candidatura Socialistes de Catalunya, tras Joan Reventós), 1979, 1982 y 1986, y senador por la provincia de Barcelona en las elecciones generales españolas de 1989. Dejó la política en 1993.